# 유나이티드 항공 811편 해치 탈락 사고
유나이티드 항공 811편 해치 탈락 사고는 1989년 2월 24일, 샌프란시스코 국제공항을 출발하여 로스앤젤레스 국제공항, 호놀룰루 국제공항, 오클랜드 국제공항을 경유하여 시드니 국제공항으로 가던 유나이티드 항공 811편이 비행 도중 해치가 열려 발생한 기내 감압으로 인해 호놀룰루 공항으로 회항한 사고이다.

## 사고 개요

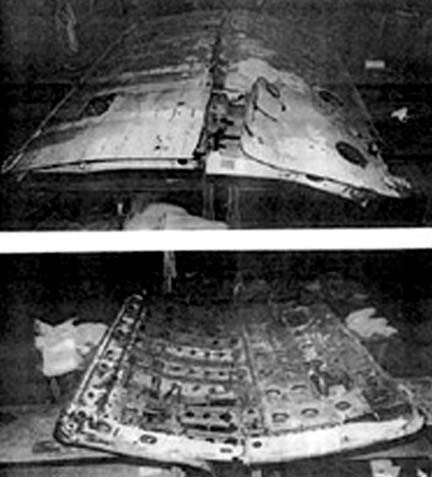
미 해군에 의해 발견된 사고기의 R5번 해치

사고기가 호놀룰루 공항을 이륙한지 약 16분 뒤 고도 22,000 ~ 23,000피트 상공에서 화물칸의 R5번 해치가 열려 기내가 급격히 감압됨과 동시에 기체의 동체에 큰 구멍을 냈다. 이로 인해 승객 9명이 앉아 있던 비즈니스 클래스의 좌석 5개열이 뜯어져서 승객이 앉아 있는 채로 기체 밖으로 날아가 사망했고, 근처에 있던 스튜어드는 중상을 입었다. 해당 고도에서 객실 내의 기압을 다시 높이는 것은 불가능했기에 조종사들은 숨을 쉴 수 있는 기압을 확보할 수 있는 높이까지 비행기의 고도를 낮췄다.
또한 이로 3번 엔진과 4번 엔진에 화재가 발생했으나 조종사들은 이 두 엔진을 끄고 호놀룰루 국제공항에 무사히 착륙, 11개소의 슬라이드를 통해 90초만에 생존 탑승자가 모두 대피하였다. 이 사고로 승객 337명과 승무원 18명 등 총 탑승자 355명 중 최초에 외부로 빨려나간 9명이 사망한 외에는 38명이 부상당하기는 했으나 부상자를 포함한 346명이 살아남았다.

## 사고 원인
사고의 주된 원인으로는 R5번 해치의 잠금 장치의 강도가 너무 약했고 배선도 적절하지 못했던 것이 꼽힌다. 당시 보잉 747-122에는 해치마다 객실 승무원이 해치가 잘 잠겼는지 확인할 수 있는 창문이 있었는데 이 창문을 통해 잘 잠겼는지 확인하는 것도 어려웠고 창문 때문에 잠금 장치를 확인하는 것도 불가능했다. 뿐만 아니라 해치의 전기 배선이 불완전했고 비행 중 해치가 열리게 할 수도 있었다. R5번 해치는 밖으로 열리는 형태였는데, 열리면서 팽창하여 동체의 큰 부분을 손상시켜 기내의 승객들이 22000피트 상공의 야외에 있는 상황을 만들어냈다. 당시 사고기는 호놀룰루에서 그리 멀지 않은, 약 60 해리 떨어진 곳을 비행중이었기에 신속히 회항하여 무사히 착륙할 수 있었다.

## 사고 후
사고 후, 보잉사는 화물칸의 디자인을 바꿨고, 조종사들은 사고 당시의 영웅적인 대처로 상을 받았다. 사고 당시 항공기는 사고 후 수리되고, 기체 번호를 N4724U로 바꾼 후, 1990년 승객운송을 다시 시작했다. 항공사고수사대의 소재가 되기도 하였다.

## 같이 보기
- 아메리칸 항공 96편 화물칸 해치 탈락 사고
- 터키항공 981편 추락 사고
- 알래스카 항공 1282편
- 일본항공 123편 추락 사고
- 알로하 항공 243편 사고
- 영국항공 5390편 사고